# Претцель
Претцель (нім. Prötzel) — громада в Німеччині, розташована в землі Бранденбург. Входить до складу району Меркіш-Одерланд. Складова частина об'єднання громад Барнім-Одербрух.
Площа — 85,53 км2. Населення становить 1050 ос. (станом на 31 грудня 2020).

## Галерея

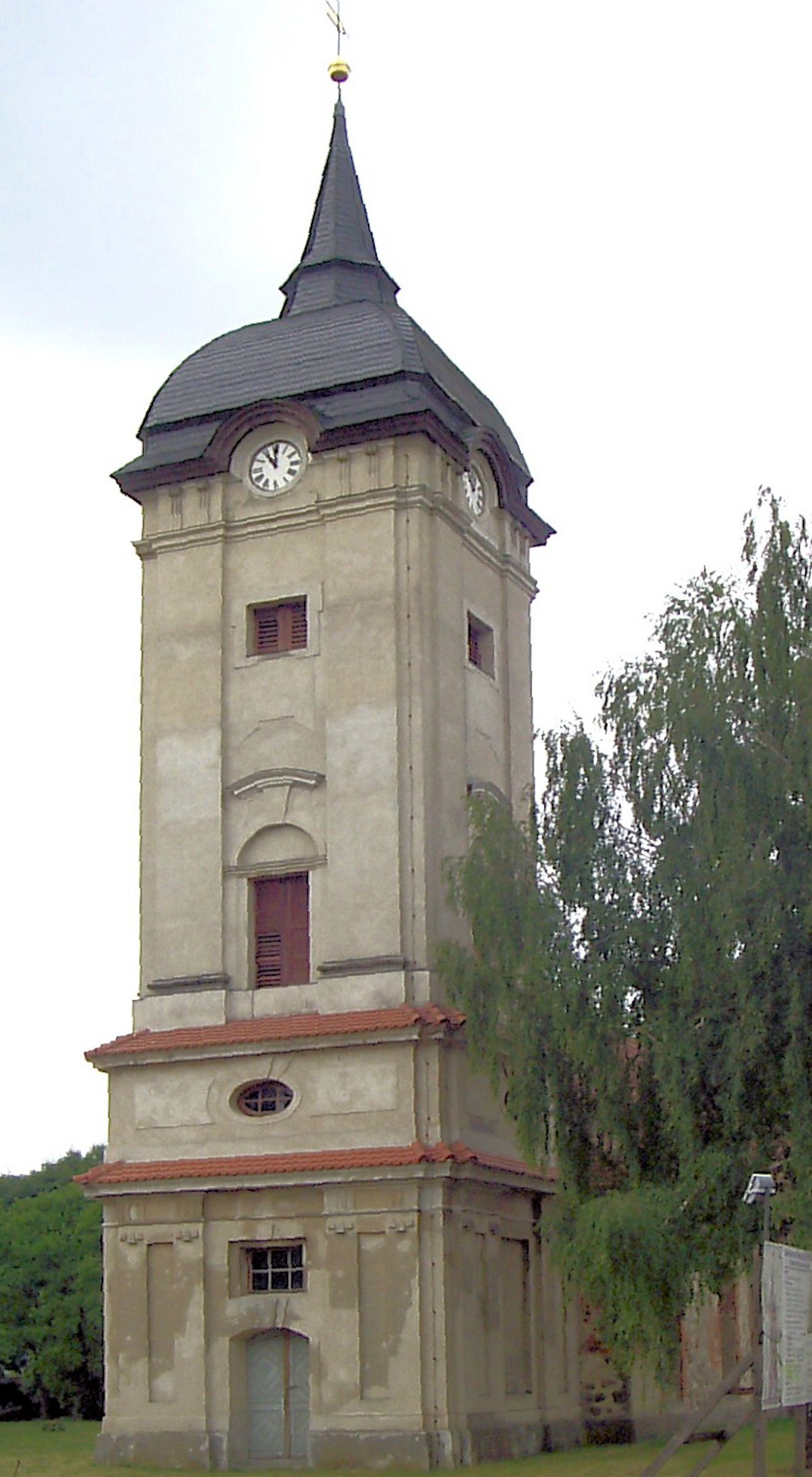